# Резолуција
Резолуција екрана телевизора, рачунарског монитора или другог уређаја за приказ слике је број индивидуалних пиксела који се могу приказати, у две димензије. Резолуција тиме једноставно исказује од колико индивидуалних тачака се слика састоји у хоризонталној (хоризонтална резолуција) и вертикалној (вертикална резолуција) димензији екрана.

## Резолуција и квалитет слике
Сама резолуција не одређује субјективну квалитету слике. На примјер, на малом рачунарском монитору слике резолуције 800 (хоризонтално) • 600 (вертикално) пиксела могу изгледати задовољавајуће, јер је сваки пиксел димензија око 0,25 mm. На великом екрану са димензијама пиксела (при овој резолуцији) од 1 мм слика ће имати видљиву пикселизацију растера.

## Резолуције рачунарских монитора
Резолуције рачунарских монитора су се повећавале проласком времена, прилагођујући се тиме све већим мониторима, све већим захтјевима видео-приказа, и све бржим видео-картицама. Први лични рачунари су имали ЦГА графичку картицу и монитор резолуције 320 • 200 тачака (пиксела) или 640 пута 200 црно-бијело.
Касније се прелази на ЕГА систем резолуције 640 пута 350, а затим на ВГА са 640 пута 480 тачака. Касније резолуције су 800 пута 600, затим 1024 пута 768 тачака и тако даље. Упоредно са повећањем резолуције, повећаван је број боја које су монитори могли да прикажу, па је оригинални ЦГА систем са 4 боје уступио мјесто модерним системима са 24-битном или 32-битном палетом.

## Резолуције телевизора
Тренутни стандарди за телевизоре стандардне и високе дефиниције су приказани испод. Стандардни системи раде са аналогним сигналом и њихово напуштање је почело тек почетком 21. вијека. Системи више резолуције су дигитални.

### Стандардна дефиницијаи
- Телевизија стандардне дефиниције (SDTV, NTSC): користи аналогни систем са 486i (линија са преплитањем („интерлејсом“) подијељен у 2 поља са преплитањем (interlaced fields) са 243 линије).[2] Освјежавање екрана се изводи са 29,97 слика у секунди.
- : 576i, 720×576 подијељено у 2 поља са преплитањем од по 288 линија. Освјежавање екрана се изводи 25 пута у секунди.

### Повишена и висока дефиниција
- Телевизија са унапријеђеном дефиницијом (Enhanced def. TV, EDTV): 480p (720×480 прогресивно скенирање)
- : 576p (720×576 прогресивно скенирање)
- Телевизија високе дефиниције (High-definition television, HDTV): 720p (1280×720 прогресивно скенирање)
- : 1080i (1920×1080 подијељено на два поља са преплитањем од 540 линија)
- HDTV: 1080p (1920×1080 прогресивно скенирање)